# 日本ピーマック
日本ピーマック株式会社（にっぽんピーマック、英: NIPPON PMAC Co., Ltd.）は、神奈川県厚木市に本社を構える。個別空調システム機器の製造販売保守を行うメーカーである。

## 特徴
主にビル用の水熱源ヒートポンプ個別分散空調機の製造販売を行う会社。一貫体制により、空調機の設計、製造、販売、サービスを行う。水熱源ヒートポンプ以外に水熱源ヒートポンプ付きファンコイルユニット、ペリメータ対応空気熱源空調機等、ビルの用途とシステムに対応した空調機を製造販売する。

## 沿革
- 1972年 日本ピーマック株式会社設立。
- 1978年 大型駅ビル、大型オフィスビル・ファッションビルで空調設備の採用開始
- 1979年 空気熱源の開発
- 1994年 水熱源ヒートポンプ＋ファンコイルPAFMACシリーズを開発
- 1996年 冷媒回収事業所に認定される
- 1997年 カラータッチパネル方式集中管理システムを開発
- 1998年 オゾン層破壊係数ゼロ冷媒R407C採用ユニットを開発
- 1999年 水冷ヒートポンプ方式小型エアコンが品質保証に関するISO 9001の認証を取得[2]
- 2000年 LONシステム対応ユニットを開発
- 2002年 音響試験棟 『響』完成
- 2006年 ISO 14001の認証を取得[3]

## 主な空調設備施工実績
| - 虎ノ門ヒルズ - 東京汐留ビルディング - 日産自動車グローバル本社 - 大阪駅前第３ビル - 仙台第一生命タワービルディング | - パルコ - 東京鉄道会館 - TOCみなとみらい - 大阪ステーションシティ - 天神コア | - 北里大学病院 - 足利赤十字病院 - 豊川市民病院 - 黒部市民病院 - 熊本大学医学部附属病院 | - ヒルトン東京 - 京王プラザホテル - ブライトンホテルズ - 札幌グランドホテル etc |